# Estudio Comparativo de las Universidades Mexicanas
El Estudio Comparativo de las Universidades Mexicanas (ECUM) es un proyecto de investigación de la Universidad Nacional Autónoma de México (UNAM). Su propósito es comparar el desempeño de las universidades y otras instituciones mexicanas de educación superior.
Para ello, el ECUM sistematiza, analiza y difunde series estadísticas, recopiladas en fuentes oficiales y bases de datos reconocidas, que permiten contrastar el desenvolvimiento de las universidades mexicanas en sus funciones principales: la docencia, la investigación y la difusión. El estudio incluye información a partir de 2007 y se actualiza cada año, con nuevos rubros a consultar. Actualmente, el ECUM cuenta con información sobre los siguientes rubros:
- Docentes, matrícula y programas académicos de las más de 2,000 instituciones de educación superior (IES) registradas con la Secretaría de Educación Pública (SEP). En el caso de las IES públicas, la información, proveniente del Formato 911 de la SEP, también incluye datos sobre el financiamiento estatal y federal.
- Producción de patentes por instituciones mexicanas. Incluye datos sobre patentes solicitadas y otorgadas, según los registros del Instituto Mexicana de la Protección Industrial (IMPI).
- Participación de las instituciones en documentos, artículos y citas indexados en las bases de datos bibliográficas internacionales ISI Web of Knowledge SciVerse Scopus.
- Participación de las instituciones en documentos y artículos indexados en las bases de datos regionales Clase (Citas latinoamericanas en ciencias sociales y humanidades) y Periódica (índice de revistas latinoamericanas en ciencias).
- Académicos de las instituciones en el Sistema Nacional de Investigadores (SNI) del Consejo Nacional de Ciencia y Tecnología (Conacyt).
- Revistas de investigación indexadas por Latindex (Índice latinoamericano de publicaciones científicas seriadas) y el Índice Conacyt.
- Cuerpos académicos reconocidos en el Programa Nacional de Mejoramiento de Profesorado (PROMEP) de la Secretaría de Educación Pública (SEP).
- Programas de posgrado reconocidos en el Padrón Nacional de Posgrados de Calidad (PNPC) del Conacyt.
- Programas de educación superior evaluados por los Comités Interinstitucionales para la Evaluación de la Educación Superior (CIEES) y programas acreditados por agencias reconocidas por el Consejo para la Acreditación de la Educación Superior (COPAES).

Los resultados del estudio para cada uno de estos seis rubros se publican en una página web dinámica con información sistematizada, que puede consultarse mediante el Explorador de datos del Estudio Comparativo de las Universidades Mexicanas (ExECUM), una herramienta que permite al usuario generar los tipos y niveles de comparación que considere relevantes.
El ExECUM permite tres modos de visualizar los datos para los distintos años de referencia:
- Una selección de 60 universidades (45 públicas y 15 privadas) que concentra a más del 50 por ciento de la matrícula de educación superior de México.
- Tablas de los resultados de las primeras 20 instituciones en cada uno de los rubros del estudio.
- Opción de selección personalizada para la cual está disponible la información de más de 2,400 instituciones, clasificada por tipos de institución, por conjuntos institucionales o por sector de actividad.

El ECUM no es una clasificación jerarquizada (ranking) de instituciones de educación superior mexicanas. Su objetivo es ofrecer a las universidades elementos de conocimiento, en una perspectiva comparada, para apoyar el diseño y puesta en práctica de políticas institucionales, así como la definición de estrategias y cursos de acción para mejorar sus resultados.